# 一定要把胜利的旗帜插到台湾
一定要把胜利的旗帜插到台湾是一首由中国人民解放军文艺工作者创作于1954年人民解放军第一次炮击金门期间的歌曲，由晓河作曲，王军作词（文革期间为集体改词），表达了中国大陆军民渴望解决台湾问题的决心。

## 背景
第二次国共内战后，随着中華民國政府遷往臺灣，毛泽东和中共中央军委开始筹划渡过台灣海峽，夺取台湾的计划。1949年3月15日，在新华社发表的题为《中国人民一定要解放台湾》的时评中，中国共产党首次提出“解放台湾”的口号。但因为朝鲜战争的爆发，进攻台湾的计划被迫搁置。朝鲜战争签署停战协议后，中共再次提出“解放台湾”的口号。 1954年7月24日，《人民日报》发表了一定要解放台湾的社论，该歌直接响应了这篇社论。

## 创作
1954年的8月上旬，作曲家晓河随中国人民解放军总政治部文化部组织的包括海、陆、空军的作家艺术家小组到达厦门，很快就分赴厦门前线各个岛屿对紧张备战的军民进行采访和体验生活。晓河走遍了大嶝、小嶝等所有岛屿，蹲在离金门最近的角屿，使他感触颇深。九三砲戰开始后，激烈的战斗场面引发了晓河的创作灵感，遂写下了该歌。
词作家王军，原名王明法，1929年9月生于山东莱州朱由镇。1946年1月参加中国人民解放军，在胶东军区、华东野战军第13纵隊做通信技术工作，同時从事业余文艺创作。1950年3月2日加入中国共产党，后任解放军第31军文工团创作股创作员，福建军区文工团创作组长、福建军区警备第五副政治指导员等职。1956年调入八一电影制片厂，任故事编剧。

## 内容
在曲调中，晓河采用了伸缩性的节奏，创造了有如大海波涛一般的艺术形象。曲调大幅度的起伏和跳动，形成一种内在的冲击力。这个音调就象激起的浪潮，一浪高过一浪，在歌曲的最后一句“一定要把胜利的旗帜插到祖国的台湾”达到高潮。

## 影响
福州部队文工团首先在火线文艺活动中，演唱了这首歌曲。《厦门日报》、《福州日报》、《解放日报》、《人民日报》先后发表这首歌曲，全国各报刊纷纷转载，中央和各省市广播电台普遍录播。之后，列为解放军全军推荐的歌曲，在广大军民中流传，成为许多专业团体的保留节目之一。该歌入选大型舞蹈史诗《东方红》，有千人大合唱。1958年，为了迎接中华人民共和国成立十周年，解放军成立了一个“将军合唱团”，表演的曲目包括此歌。 1965年，解放军总政歌舞团出国访问苏联罗马尼亚时亦演出此歌。 1977年3月1日，解放军总政治部重新发表一定要把胜利的旗帜插到台湾等10首歌曲，要求各部队组织教唱，开展“大唱革命歌曲”活动。通知说：“这些歌曲歌颂了毛主席的建军思想，体现了我军高度的革命英雄主义和革命乐观主义的精神面貌。这些歌曲，曲调动听，雄壮有力，好唱易学，曾在部队中广泛流传。今天唱这些歌曲仍有其现实意义，是进行革命传统教育的好教材。高唱革命歌曲是我军政治工作的光荣传统之一，目的在于鼓舞部队士气，提高部队战斗力。” 1979年元旦，解放军福建省军区政治部面向民兵编印了另一个版本的《革命歌曲十首》小册子，也收录了此歌。 苏联红军歌舞团、朝鲜人民军歌舞团、波兰人民军协奏团等樂團亦曾演出此曲。中国唱片社再版此曲五次。